# Hvaler
Hvaler je norská ostrovní obec v kraji Østfold. Správním sídlem je Skjærhalden. Na severu sousedí s obcí Fredrikstad, na severovýchodě s obcí Halden, na jihovýchodě se švédskou obcí Strömstad a na západě s obcí Færder.

## Přírodní poměry
Hvaler leží na ostrovech Papperøy, Vesterøy, Spjærøy, Asmaløy, Kirkeøy, Nordre Sandøy, Søndre Sandøy, Herføl, Singløya, Akerøy, Tisler a dalších menších ostrovech ve Skagerraku při jižním pobřeží Skandinávského poloostrova. Nejvyšším místem je vrchol Bankerødkollen se 72,3 metry nad mořem na ostrově Vesterøy. Jihozápadní část obce je chráněna v rámci národního parku Ytre Hvaler.

## Doprava
Hlavní ostrovy obce jsou spojeny mosty a podmořským silničním Hvalerským tunelem. Silnice Rv108 propojuje ostrovy s pevninou, z Skjærhaldenu do centra Fredrikstadu je to zhruba 28 km.